# Calliephialtes ruizi
Calliephialtes ruizi là một loài tò vò trong họ Ichneumonidae.